# Минский городской Совет депутатов
Ми́нский городско́й Сове́т депута́тов (бел. Мінскі гарадскі Савет дэпутатаў); сокращенно Мингорсовет (бел. Мінгарсавет) — представительный орган местного самоуправления на территории города Минска. В состав депутатского корпуса входит 57 депутатов избираемых по мажоритарной системе. Срок полномочий Минского городского Совета депутатов — 4 года.  Основан в феврале 1917 года.
Для привлечения молодых людей в систему местного самоуправления, а также их правовой и политической социализации в 2007 году Решением Президиума Минского городского Совета депутатов учреждён первый орган молодёжного парламентаризма в Республике Беларусь — Молодёжная палата при Минском городском Совете депутатов. Последние выборы состоялись 18 февраля 2018 года.

## История
Минский городской Совет рабочих и солдатских депутатов был избран 4 (17) марта 1917 года, по решению совещания большевиков Минска и Западного фронта, практически сразу, после Февральской революции в России, а 21 марта 1917 года, состоялось его первое заседание. Председателем исполкома с 4 (17) марта — Борис Позерн, с 8 (21) июля 1917 года — Исидор Любимов, а с октября — Карл Ландер. Печатный орган — „Известия Минского Совета рабочих и солдатских депутатов“. В исполнительный комитет, согласно уставу изначально входило 18 (позже 16) представителей от промышленных предприятий, 18 (затем 20) — от военных частей, по одному от партии Бунд, РСДРП, эсеров, а также от Совета крестьянских депутатов.
Большевики оказывали большое влияние на деятельность Совета, поэтому Совет играл важную роль в жизни Белоруссии и Западного фронта. Совет постановил ввести 8-часовой рабочий день на предприятиях и мастерских, разработал устав солдатских комитетов, активно участвовал в созывае 1-го съезда военных и рабочих депутатов армий и тыла Западного фронта.
28 августа (10 сентября) 1917 года вместе с Фронтовым комитетом создал временный комитет Западного фронта по борьбе с  корниловщиной, 5 (18) сентября принял резолюцию о национализации основных отраслей промышленности, немедленной передаче земли крестьянам и пр..
После перевыборов в сентябре большевики получили 184 места из 337, и получили полную власть в Президиуме. 25 октября (7 ноября) 1917 года был издан Приказ № 1 исполкома Минского Совета, провозгласивший советскую власть в Минске. 27 октября (9 ноября) по инициативе Совета созван Военно-революционный комитет Западного фронта, куда вошли члены Президиума.2 (15) ноября 1917 года Совет взял всю полноту власти в свои руки. В связи с оккупацией Минска немецкими войсками, прекратил свою деятельность 20 февраля 1918 года. После освобождения города в декабре 1918-го, был избран Минский Совет рабочих и красноармейских депутатов.
8 мая 1919 года, на совместном заседании Минского Совета, Совета профсоюзов и представителей  фабрично-заводских комитетов города, был создан Комитет обороны Минска или Комитет рабочей обороны, целью которого было содействие Красной Армии в обороне города от польских войск. Комитет состоял из 9 человек и три месяца вёл работу по обеспечению фронта продовольствием и обмундированием.
Между тем в сентябре 1920 года Центральным бюро КП(б)Б были отмечены «чрезвычайное равнодушие масс» к избирательной кампании и «значительная оторванность от этих масс наших профсоюзов, партийных и советских органов». Потому большевик Вильгельм Кнорин, один из основателей газеты «Звязда», 30 октября 1920 года опубликовал в этом издании призыв к жителям города, отметив что польское наступление помешало нам приступить своевременно к выборам.
В инструкции военревкомитета БССР, было отмечено, что право быть избранными имеют граждане, достигшие 18 лет, независимо от вероисповедания, национальности, оседлости, пола, добывающие средства к жизни производительным и общеполезным трудом, солдаты, а также лица, занятые домашним хозяйством, служащие и прочие категории, не пользующиеся наемным трудом. Права избирать и быть избранными лишались частные торговцы, священнослужители, в том числе монахи, работники бывшей полиции, члены царствовавшего в России дома, душевнобольные и осужденные за преступления.
В 1920 году из 58 тысяч  трудового населения  в выборах Мингорсовета  участвовали 43 600 человек.  Из 490 депутатов  43 были от партии  «Бунд», остальные мандаты получили большевики.
Приказ председателя исполкома Мингорсовета от 21 января 1921 года требовал выполнения молочной повинности от владельцев коров. Тех, кто имеет одну корову и не сдает положенную норму молока в детские учреждения, требовалось предупредить. У владельцев двух коров, не выполняющих повинность, одно животное конфисковать в пользу детских домов.
В 1922 году, Мингорсовет принял решение о переименовании улиц, казарм, предприятий.
В сентябре 1923 года в отчете Мингорсовету отдел просвещения отмечал: «Мы имеем 25 детских домов. До последнего времени они были в печальном состоянии. На помощь пришла комиссия по оказанию помощи детям, и теперь детдома вполне обеспечены содержанием, обмундированием и обувью. В настоящее время в городе Минске имеются 32 школы. Из них 12 белорусских, 10 еврейских, 8 русских, 2 польских. Школы в последний год работали почти нормально. Если бы их еще снабдить необходимыми учебными пособиями и поднять квалификацию учащих, то школа работала бы совсем нормально»..
В 1925 году было принято решение об организации в школах бесплатных горячих завтраков, молоке и булочках для малышей. Подобные постановления, трансформировались со временем в документы о создании детских садов, лагерей отдыха, санаториев, спортлагерей, школ.
Деятельность горсовета была приостановлена в связи с немецко-фашистской оккупацией в июне 1941 года. Горисполком возобновил свою деятельность в июле 1944 года. Первая послевоенная сессия Совета состоялась в 1945 году.
Конституция СССР, принятая 7 октября 1977 года, преобразовала Советы депутатов трудящихся в Советы народных депутатов. 15 марта 1994 года на заседании 13-й сессии Верховного Совета Республики Беларусь двенадцатого созыва была принята Конституция Республики Беларусь. С этого момента Советы стали именоваться Советами депутатов.

## Состав

### 24-й созыв
Выборы в 24-й созыв Минского городского Совета проводились в два тура в 2003 году, места в 24-м созыве Мингорсовета распределились следующим образом:
| Партийная принадлежность | Партийная принадлежность                | Количество депутатов |
| ------------------------ | --------------------------------------- | -------------------- |
|                          | Беспартийные                            | 54                   |
|                          | Белорусская социально-спортивная партия | 1                    |

### 26-й созыв
Выборы в 26-й созыв Минского городского Совета состоялись 25 апреля 2010 года, места в 26 созыве Мингорсовета распределились следующим образом:
| Партийная принадлежность | Партийная принадлежность                      | Количество депутатов |
| ------------------------ | --------------------------------------------- | -------------------- |
|                          | Беспартийные                                  | 52                   |
|                          | Коммунистическая партия Беларуси              | 2                    |
|                          | Республиканская партия труда и справедливости | 1                    |
|                          | Белорусская социально-спортивная партия       | 2                    |

### 27-й созыв
Выборы в Минский городской Совет депутатов 27-го созыва прошли 23 марта 2014 года, места в 27-м созыве распределились следующим образом:
| Партийная принадлежность | Партийная принадлежность                      | Количество депутатов |
| ------------------------ | --------------------------------------------- | -------------------- |
|                          | Беспартийные                                  | 48                   |
|                          | Коммунистическая партия Беларуси              | 5                    |
|                          | Республиканская партия труда и справедливости | 2                    |
|                          | Белорусская социально-спортивная партия       | 2                    |

### 28-й созыв
Выборы в Минский городской Совет депутатов 28-го созыва прошли 18 февраля 2018 года. По результатам выборов 17 депутатов нового созыва являются членами политических партий (29,9 %), а 55,9 % были переизбраны.
| Партийная принадлежность | Партийная принадлежность                      | Количество депутатов |
| ------------------------ | --------------------------------------------- | -------------------- |
|                          | Беспартийные                                  | 40                   |
|                          | Коммунистическая партия Беларуси              | 6                    |
|                          | Республиканская партия труда и справедливости | 5                    |
|                          | Белорусская социально-спортивная партия       | 3                    |
|                          | Либерально-демократическая партия             | 1                    |
|                          | Белорусская патриотическая партия             | 1                    |
|                          | Белорусская аграрная партия                   | 1                    |

| Партия                                                       | Получила голосов | Мест |
| ------------------------------------------------------------ | ---------------- | ---- |
| Либерально-демократическая партия                            | 54852            | 1    |
| Объединённая гражданская партия                              | 4619             | 0    |
| Партия БНФ                                                   | 1554             | 0    |
| Коммунистическая партия Беларуси                             | 105290           | 6    |
| Белорусская партия левых «Справедливый мир»                  | 3884             | 0    |
| Белорусская социал-демократическая партия (Грамада)          | 2303             | 0    |
| Республиканская партия труда и справедливости                | 54342            | 5    |
| Белорусская патриотическая партия                            | 6223             | 1    |
| Белорусская партия «Зелёные»                                 | 2117             | 0    |
| Консервативно-Христианская Партия - БНФ                      | 0                | 0    |
| Партия «Белорусская социал-демократическая Грамада»          | 0                | 0    |
| Социал-демократическая партия Народного Согласия             | 0                | 0    |
| Республиканская партия                                       | 0                | 0    |
| Белорусская аграрная партия                                  | 10954            | 1    |
| Белорусская социально-спортивная партия                      | 28262            | 3    |
| Партия свободы и прогресса                                   | 0                | 0    |
| Партия Белорусская Христианская Демократия                   | 0                | 0    |
| Белорусская партия трудящихся                                | 0                | 0    |
| Белорусская социал-демократическая партия (Народная Грамада) | 0                | 0    |

## Полномочия городского Совета
В соответствии со ст. 121 Конституции Республики Беларусь к исключительной компетенции Мингорсовета относятся:
- утверждение программ экономического и социального развития, бюджета города Минска и отчетов об их исполнении;
- установление местных налогов и сборов;
- определение порядка управления и распоряжения коммунальной собственностью;
- назначение местных референдумов;
- утверждает кандидатуру председателя Минского городского исполнительного комитета, назначаемого Президентом Республики Беларусь;
- избирает 8 членов Совета Республики Национального собрания Республики Беларусь от города Минска.

## Комиссии
- мандатная, по гласности, самоуправлению, правопорядку и международным связям.
- по экономическому развитию, финансам и бюджету.
- по здравоохранению и социальной защите.
- по образованию, науке, культуре и спорту.
- по городскому хозяйству, транспорту и связи.
- по молодежной политике и связям с общественными организациями.
- по строительству, жилищной политике, землепользованию и экологии
- по коммунальной собственности и приватизации.
- по потребительскому рынку, предпринимательству и рекламе.

## Члены Совета республики от города Минска
- Алла Николаевна Бадак
- Михаил Сергеевич Орда
- Константин Устинович Вильчук
- Олег Кимович Рахманов
- Екатерина Николаевна Дулова
- Олег Олегович Руммо
- Михаил Владимирович Мясникович
- Марианна Акиндиновна Щёткина